# バタック人

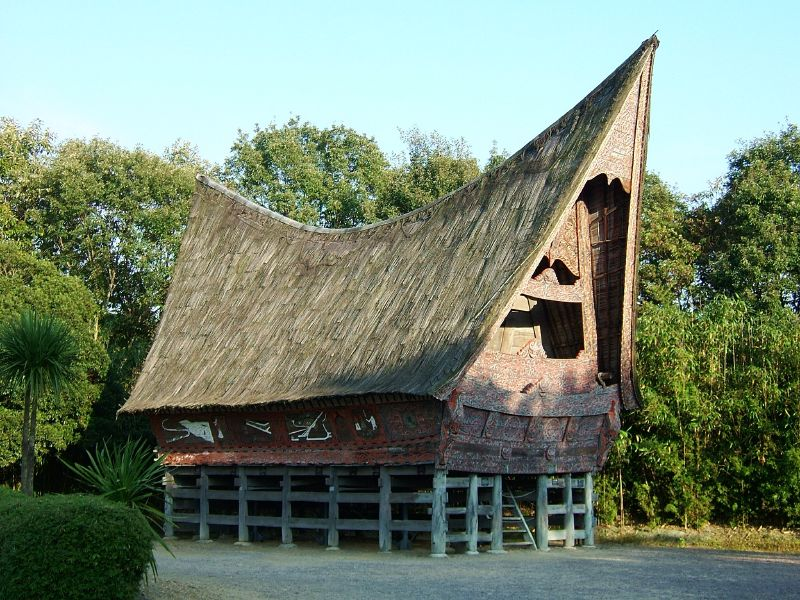
バタック人の住居

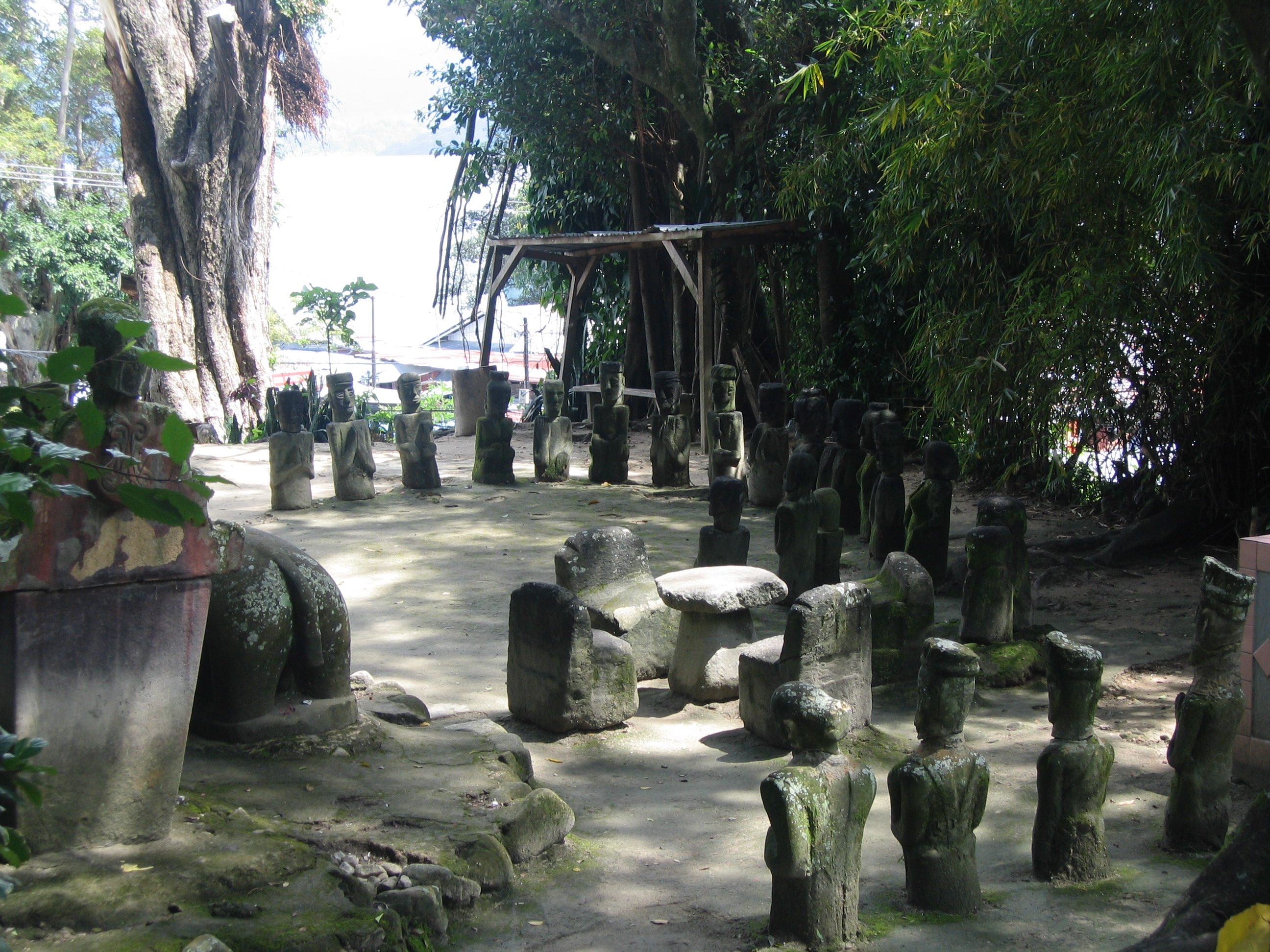
バタック人の裁判所

バタック人（Batak）は、主にインドネシアのスマトラ島北部の高地に居住している民族集団である。メダンの西に位置するトバ湖を故郷としている。バタック人は、その言語や習慣に関連性はあるが、いくつかの異なるグループに分けられる。 
バタック人の社会は、Margaとして知られる一族に組織されている家父長社会である。トバ・バタック人は、1人の祖先「Si Raja Bata」を起源とし、すべてのMargaは彼の子孫であると伝統的に信じられている。バタック人の父と息子の関係を定義している血統図は、taromboと呼ばれている。現代のインドネシアにおいて、バタック人は教育熱心で、特に教師、技師、医師、法律家などの専門的な職業を多く得ている。トバ・バタック人は、その織物、木彫り、装飾した墓石が伝統的に有名である。彼らの埋葬と結婚の伝統は、大変意味深く、複雑である。埋葬の伝統で、先祖の遺骨を死の数年後に再び埋葬する儀式がある。この2回目の埋葬は、トバ人の間では「mangongkal holl」として知られている。 
使用されている言語は、主にバタク・カロ語とバタク・トバ語に分けられる。これらの言語はオーストロネシア語に分類される。

## 著名な人物
- アブドゥル・ハリス・ナスティオン - 軍人、元インドネシア国防治安大臣。
- ラジャ・ナインゴラン - サッカー選手。父親がバタック人、母親はベルギー人。
- シシンガマンガラジャ12世 - バタック人最後の王。
- アルメイン・パネ - 作家。